# Puerto de las Fuentes
El puerto de Las Fuentes es un puerto de montaña situado en el centro de la provincia de Ávila, en España.

## Características
Tiene 1499 metros de altitud y comunica el valle de Amblés con San Juan del Olmo y el valle de Muñico a través de la AV-120.
Atraviesa la sierra de Ávila desde el sur, tras pasar por Muñana. Nada más culminar el puerto, bajando por la vertiente norte, se encuentra la ermita de las Fuentes, llamada así por estar allí localizados 4 caños de fuentes que tienen agua todo el año. Aquí nace el río Almar, que lleva sus aguas al río Tormes. Continuando por la vertiente norte tenemos la necrópolis de La Coba, con tumbas excavadas en la dura roca granítica.